# Mouchez (kráter)

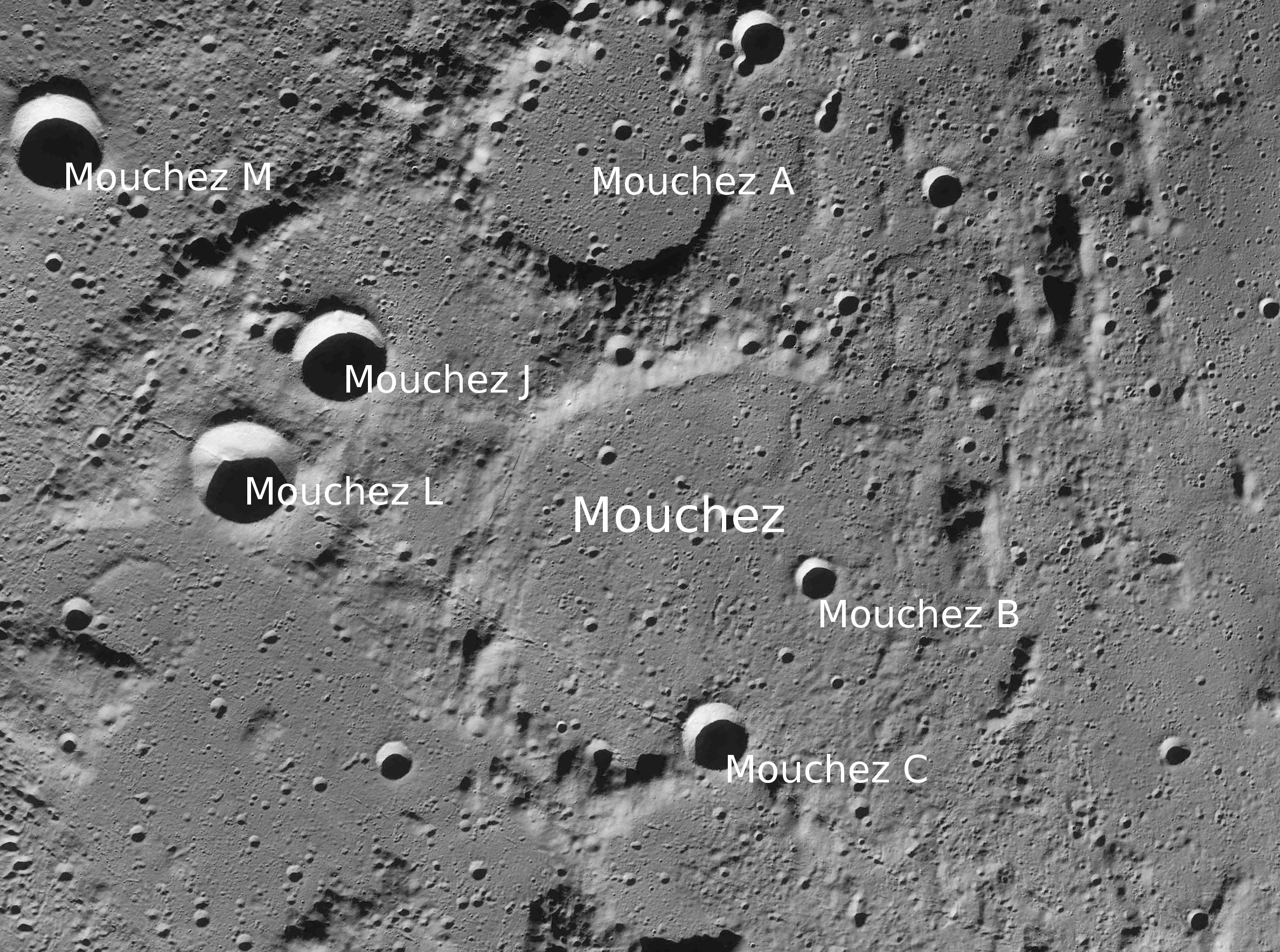
Poloha kráteru Mouchez.

Mouchez je rozpadlý měsíční kráter nacházející se severně od západní části Mare Frigoris (Moře chladu) blízko severního okraje Měsíce na přivrácené straně. Má průměr 82 km, pojmenován byl podle francouzského námořního důstojníka a později astronoma Amédée Ernesta Barthélemy Moucheze.
Uvnitř kráteru se nacházejí dva malé satelitní krátery Mouchez B (poblíž východního okraje) a Mouchez C (u jižního okraje). Severně se nachází zatopený kráter Mouchez A, největší ze satelitních kráterů.

## Dopad sond GRAIL
Mezi krátery Philolaus a Mouchez na souřadnicích 75,62 S a 26,63 Z byly po ukončení činnosti navedeny k dopadu 17. prosince 2012 dvě sondy Gravity Recovery and Interior Laboratory (GRAIL A Ebb a GRAIL B Flow). NASA oznámila, že místo dopadu bude pojmenováno Sally Ride podle jména první americké astronautky, která v roce 2012 zemřela.

## Satelitní krátery
V okolí kráteru se nachází několik menších kráterů. Ty byly označeny podle zavedených zvyklostí jménem hlavního kráteru a velkým písmenem abecedy.
| Mouchez | Sel. šířka | Sel. délka | Průměr |
| ------- | ---------- | ---------- | ------ |
| A       | 80.8° S    | 29.9° W    | 51 km  |
| B       | 78.2° S    | 22.8° Z    | 8 km   |
| C       | 77.4° S    | 26.0° Z    | 13 km  |
| J       | 79.4° S    | 38.2° Z    | 17 km  |
| L       | 78.6° S    | 40.3° Z    | 20 km  |
| M       | 80.2° S    | 49.3° Z    | 17 km  |